# بيير دي ديكر
بيير دي ديكر هو صحفي وكاتب وسياسي بلجيكي، ولد في 25 يناير 1812 في Zele ‏ في بلجيكا، وتوفي في 4 يناير 1891 في إقليم بروكسل العاصمة في بلجيكا. نشط حزبياً في Catholic Party (Belgium) ‏. وقد انتخب عضو مجلس النواب البلجيكي ‏ وانتخب رئيس وزراء بلجيكا (30 مارس 1855 – 9 نوفمبر 1857).